# تونی استرادویک

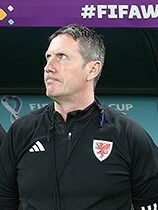
تونی استرادویک - جام جهانی ۲۰۲۲

تونی استرادویک (به انگلیسی: Tony Strudwick) مربی فوتبال اهل انگلستان است که هم‌اکنون در باشگاه فوتبال منچستر یونایتد، مربی بدنسازی است.وی در رشته علوم ورزشی، پی‌اچ‌دی دارد.